# Ophthalmolepis lineolata
Ophthalmolepis lineolata és una espècie de peix de la família dels làbrids i de l'ordre dels perciformes que es troba a Austràlia.
Els mascles poden assolir els 40 cm de longitud total.